# 集合论

二個集合交集的文氏圖

集合論（英語：set theory）或稱集論，是研究集合（由一堆抽象对象構成的整體）的數學理論，包含集合和元素（或稱為成員）、關係等最基本數學概念。在大多數現代數學的公式化中，都是在集合論的語言下談論各種数学对象。集合論、命題邏輯與謂詞邏輯共同構成了數學的公理化基礎，以未定義的「集合」與「集合成員」等術語來形式化地建構數學物件。
現代集合論的研究是在1870年代由俄国数学家康托爾及德國数学家理察·戴德金的樸素集合論開始。在樸素集合論中，集合是當做一堆物件構成的整體之類的自證概念，沒有有關集合的形式化定義。在發現樸素集合論會產生一些悖論後，二十世紀初期提出了許多公理化集合論，其中最著名的是包括選擇公理的策梅洛-弗蘭克爾集合論，簡稱ZFC。公理化集合論不直接定義集合和集合成員，而是先規範可以描述其性質的一些公理。
集合論常被視為數學基礎之一，特別是 ZFC 集合論。除了其基礎的作用外，集合論也是數學理論中的一部份，當代的集合論研究有許多離散的主題，從實數線的結構到大基数的一致性等。

## 歷史

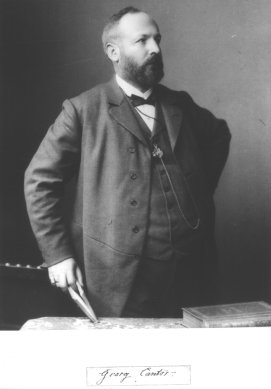
康托爾

現代集合論的研究開始於1870年代由康托爾及理察·戴德金提出的樸素集合論。一般數學主題的出現及發展都是由多名研究者的互動中產生的，但樸素集合論的開始是1874年康托爾的一篇論文《On a Characteristic Property of All Real Algebraic Numbers》。而在稍早的1873年12月7日，康托尔写信给戴德金，说他已能成功地证明实数的“集体”是不可数的了，这一天也因此成为了集合论的诞生日。
從西元前五世紀時，數學家們就在研究有關無窮的性質，最早期是希臘數學家芝諾和印度數學家，十九世紀時伯納德·波爾查諾在此領域有相當的進展。現在對於無限的了解是從1867–71年康托爾在數論上的研究開始，1872年康托爾和理查德·戴德金的一次聚會影響了康托爾的理念，最後產生了1874年的論文。
當時的數學家對康托爾的研究有二種完全不同的反應：卡尔·魏尔斯特拉斯及理查德·戴德金支持康托爾的研究，而像利奥波德·克罗内克等结构主义者則持反對態度。康托爾的研究後來廣為流傳，原因是當中概念的實效性，例如集合之間的双射，康托爾對於實數較整數多的證明，以及由冪集所產生「無窮的無窮」的概念，等等。這些概念最後成為1898年《克莱因的百科全书》中的《Mengenlehre》（集合論）條目。
在1900年左右許多數學家發現樸素集合論會產生一些矛盾的情形，稱為二律背反或是悖论，伯特兰·罗素和恩斯特·策梅洛均發現了最簡單的悖论，也就是現在所稱的罗素悖论：考慮「由所有不包含集合自身的集合所構成的集合」，記之為 S。不管假設 S 是或不是 S 自身的元素，按照 S 的定義都會導致矛盾。罗素悖论也造成了第三次數學危機。
1899年時康托爾自己也提出一個會產生悖论的問題「一個由所有集合形成的集合，其基數為何？」因而產生康托尔悖论。羅素在1903年他所著的《数学原理》中也用此悖論來評論當時的歐陸數學。
不過上述的爭論沒有使數學家放棄集合論，恩斯特·策梅洛及亚伯拉罕·弗兰克尔分別在1908年和1922年的研究．最後產生了策梅洛-弗兰克尔集合论的許多公理。昂利·勒貝格等人在實分析上的研究用到集合論中的許多數學工具，後來集合論也成為近代數學的一部份。集合論已被視為是數學的基礎理論，不過在一些領域中范畴论被認為是更適合的基礎理論。

## 基礎概念及符號
集合论是從一個对象{\displaystyle o}和集合{\displaystyle A}之間的二元关系開始：若{\displaystyle o}是{\displaystyle A}的元素，可表示為{\displaystyle o\in A}。由於集合也是一個对象，因此上述關係也可以用在集合和集合的關係。
另外一種兩個集合之間的關係，稱為包含關係。若集合{\displaystyle A}中的所有元素都是集合{\displaystyle B}中的元素，則稱集合{\displaystyle A}為{\displaystyle B}的子集，符號為{\displaystyle A\subseteq B}。例如{\displaystyle \{1,2\}}是{\displaystyle \{1,2,3\}}的子集，但{\displaystyle \{1,4\}}就不是{\displaystyle \{1,2,3\}}的子集。依照定義，任一個集合也是本身的子集，不考慮本身的子集稱為真子集。集合{\displaystyle A}為集合{\displaystyle B}的真子集若且唯若集合{\displaystyle A}為集合{\displaystyle B}的子集，且集合{\displaystyle B}不是集合{\displaystyle A}的子集。
数的算術中有許多一元及二元运算，集合論也有許多針對集合的一元及二元运算：
- 集合{\displaystyle A}和{\displaystyle B}的聯集，符號為{\displaystyle A\cup B}，是在至少在集合{\displaystyle A}或{\displaystyle B}中出現的元素，集合{\displaystyle \{1,2,3\}}和集合{\displaystyle \{2,3,4\}}的聯集為集合{\displaystyle \{1,2,3,4\}}。
- 集合{\displaystyle A}和{\displaystyle B}的交集，符號為{\displaystyle A\cap B}，是同時在集合{\displaystyle A}及{\displaystyle B}中出現的元素，集合{\displaystyle \{1,2,3\}}和集合{\displaystyle \{2,3,4\}}的交集為集合{\displaystyle \{2,3\}}。
- 集合{\displaystyle U}和{\displaystyle A}的相對差集，符號為{\displaystyle U\backslash A}，是在集合{\displaystyle U}中，但不在集合{\displaystyle A}中的所有元素，相對差集{\displaystyle \{1,2,3\}\backslash \{2,3,4\}}為{\displaystyle \{1\}}，而相對差集{\displaystyle \{2,3,4\}\backslash \{1,2,3\}}為{\displaystyle {4}}。當集合{\displaystyle A}是集合{\displaystyle U}的子集時，相對差集{\displaystyle U\backslash A}也稱為集合{\displaystyle A}在集合{\displaystyle U}中的補集。若是研究文氏圖，集合{\displaystyle U}為全集，且可以藉由上下文找到全集定義時，會使用{\displaystyle A^{c}}來代替{\displaystyle U\backslash A}。
- 集合{\displaystyle A}和{\displaystyle B}的对称差，符號為{\displaystyle A\triangle B}或{\displaystyle A\ominus B}，是指只在集合{\displaystyle A}及{\displaystyle B}中的其中一個出現，沒有在其交集中出現的元素。例如集合{\displaystyle \{1,2,3\}}和{\displaystyle \{2,3,4\}}的对称差為{\displaystyle \{1,4\}}，也是其聯集和交集的相對差集{\displaystyle (A\cup B)\backslash (A\cap B)}，或是二個相對差集的聯集{\displaystyle (A\backslash B)\cup (B\backslash A)}。
- 集合{\displaystyle A}和{\displaystyle B}的笛卡儿积，符號為{\displaystyle A\times B}，是一個由所有可能的有序对{\displaystyle (a,b)}形成的集合，其中第一个物件是{\displaystyle A}的成员，第二个物件是{\displaystyle B}的成员。{\displaystyle \{1,2\}}和{\displaystyle \{{\text{red}},{\text{white}}\}}的笛卡儿积為{\displaystyle \{(1,{\text{red}}),(1,{\text{white}}),(2,{\text{red}}),(2,{\text{white}})\}}。
- 集合{\displaystyle A}的冪集是指以{\displaystyle A}的全部子集為元素的集合，例如集合{\displaystyle \{1,2\}}的冪集為{\displaystyle \{\varnothing ,\{1\},\{2\},\{1,2\}\}}。

一些重要的基本集合包括空集（唯一沒有元素的集合），整數集合及實數集合。其他有關初等集合論的基本介紹，請參考集合。

## 集合的本體論

冯·诺伊曼層次中的一部份

若一個集合的所有元素都是集合，所有元素的元素都是集合……，此集合稱為純集合，例如只包括空集合的集合是一個非空的純集合。在當代的集合論中，常常嚴格限制只考慮純集合的馮·諾伊曼全集，許多公理集合論的系統也是為了純集合的公理化。這様的限制有許多技術上的優點，因為基本上所有的數學概念都可以用純集合來表示，上述的限制不影響相關的應用。馮·諾伊曼全集中的集合可以以累積層次（cumulative hierarchy）的方式整理，也就會依元素的深度、元素的元素的深度……來分類。層次中的每一個集合都會以超限递归的方式指定一個序数，稱為集合的階。純集合X的階定義為集合{\displaystyle X}所有元素的階的后继序数的最小上界。例如空集的階定義為0，只包括空集的集合定義為1，針對每一個序数{\displaystyle \alpha }，集合{\displaystyle V_{\alpha }}按定義包含了所有階數小於{\displaystyle \alpha }的純集合，整個馮·諾伊曼全集用{\displaystyle V}來表示。

## 公理集合論
基礎集合論可以用非正式的、直覺的方式學習，在小學中就可以用文氏圖說明。基礎集合論直觀地假設集合就是一群符合任意特定條件的物件的組合，但此假設會造成悖論。最簡單及著名的是羅素悖論及布拉利-福爾蒂悖論。公理集合論的形成就是為了避免這些集合論的悖論。
許多數學家研究的公理集合論系統假設所有的集合形成累计层次。這類的系統可分為二類：
- 只由集合構成：這類系統包括最常用的公理集合論：含選擇公理的策梅洛-弗兰克尔集合论（ZFC），由亞伯拉罕·弗蘭克爾和陶拉爾夫·斯科倫（英语：Thoralf Skolem）擴展了策梅羅集合論所得。其他和ZFC有關的集合論有：
  - 策梅洛集合论是由德國數學家恩斯特·策梅洛創立，將分类公理代替替代公理。
  - 廣義集合論（英语：General set theory），策梅洛集合论的一小部份，已足以處理皮亚诺公理及有限集合。
  - 克里普克-普拉特克集理论（英语：Kripke-Platek set theory），省略了无穷公理、幂集公理和选择公理，削弱了分类公理和替代公理的公理架構。
- 由集合和真類構成：這類系統包括馮·諾伊曼-博內斯-哥德爾集合論，是設計生成同 ZFC同樣結果的集合論公理系統，但只有有限數目的公理而不使用公理模式。單論只涉及集合的內容，此理論的強度和ZFC相當。另外比ZFC強的Morse-Kelley集合論（英语：Morse-Kelley set theory）及Tarski–Grothendieck集合論（英语：Tarski–Grothendieck set theory）也屬於這一類。

可以修改上述系統，允許基本元素（urelement）的存在，基本元素不是集合，因此本身也沒有成員，但基本元素可以是其他集合中的成員。
新基础集合论的系統NFU（允許基本元素）及NF（不允許基本元素）不是以累计层次為基礎，NFU和NF有一個「包括所有物件的集合」，此外，每個集合都有其補集。這裡基本元素存在與否是個關鍵問題，因為NF給出了選擇公理的反例，而NFU則不會。新基礎集合論和正集合論是已被提出的可替代的集合論之中的一部份。
建構式集合論的系統，像是CST（建構式集合論）、CZF（建構式策梅洛-弗蘭克爾集合論）及IZF（直覺式策梅洛-弗蘭克爾集合論）等，將其集合公理以直觉主义逻辑來表示，而不是使用一階邏輯。其他的一些系統接受標準的一階邏輯，但是允許非標準的隸屬關係，包括粗集合及模糊集，其中表示隸屬關係的原子公式數值不只是單純的「真」或是「假」。ZFC中的布林值模型也是類似的概念。
內集合論是ZFC集合論的擴張，允許無窮小量和其他「非標準」的數字存在，由爱德华·尼尔森在1977年提出。

## 應用
許多數學概念可以只用集合論的概念來準確定義。例如像圖、流形、環和向量空间等數學結構都可以用滿足特定公理性質的集合來定義。在數學領域中，等价关系及序关系無所不在，而數學关系的理論也可以用集合論來描述。
對許多數學理論而言，集合論也是很有發展性的基礎系統。從集合論刊在《數學原理》的第一卷起，許多數學家聲稱大部份甚至全部的數學定理都可以用恰當設計的一些集合論公理來證明，其中可能會配合許多定義的加強，可能使用一階邏輯或二階邏輯。例如有關自然數或是實數的性質就可以用集合論來推導，每個數系都等同為某個由等價類組成的集合（從在某個無限集上的等价关系所得）。
集合論在數學分析、拓撲學、抽象代数及離散數學中的基礎地位比較沒有爭議，數學家接受這些領域中的定理（或是比較基礎的定理）可以由集合論中的公理及適當的定義推導出來。因為用集合論證明複雜理論的推導過程比一般的推導過程長很多，只有少量這種的證明被正式驗證過。一個稱為Metamath的驗證計劃，以ZFC集合论為起點，使用一階邏輯來進行證明，包括了超過一萬個定理證明的推導。

## 研究領域
集合論是數學的主要研究領域之一，其中也有許多和其他領域相關的子領域。

### 組合集合論
組合集合論也稱為無限組合數學，將有限的組合數學延伸到無限集中。組合集合論包括基數算術的研究，以及拉姆齐定理的擴展，例如艾狄胥–拉多定理。

### 描述集合論
描述集合論是關於實直線或波蘭空間上子集的研究。描述集合論是從對波莱尔层次中点集研究開始，後來延伸到更複雜的層次，像是射影层次及魏吉层次。波莱尔集中的許多性質可以建立在包括選擇公理的策梅洛-弗蘭克爾集合論上，但要證明更複雜的集合也符合這些性質的話，就需要有其他和決定公理和大基数有關的公理。
有效描述集合論介於集合論和递归论之間，包括對淺體點集的研究，和超算術理論緊密相關。許多情形下，描述集合論的結果也可以用有效描述集合論來表示。有時，會先利用有效描述集合論來證明，再將其延伸（相對化），使其應用範圍更廣。
描述集合論的當代研究包括波萊爾等價關係及一些更複雜的可定義等價關係。描述集合論在許多數學領域的不變量研究都很重要。

### 大基數
大基數是具有特殊性質的基數。許多不同的性質也有研究，例如不可達基數和可測基數。此類性質通常推出該基數必定非常大，且其存在性不能在策梅洛-弗蘭克爾集合論證明。

### 模糊集
在康托尔定義的樸素集合論及後來發展的ZFC集合論中，一個物件和一個集合的關係只有二種：是成員或者不是成員。盧菲特·澤德在模糊集中放寬上述的限制，物件有對於集合的歸屬度（degree of membership），是一個介於0到1之間的數字。例如有關一個人對於「身材高大的人」集合的歸屬度不是簡單的是或不是，而是一個數值，例如0.75。

### 力迫
保羅·寇恩的一些工作是尋找一個ZFC的模型，使得選擇公理或连续统假设失效，在這過程中他發明了力迫。力迫法是一種擴張模型的方法，在集合論的某模型中加入一些額外的集合，來產生一個較大的模型，這樣的模型會具有預期的性質（依賴於具體構造方式和原模型）。例如，在保罗·寇恩的構造中，他給原模型附加了額外的自然數子集，而沒有更改原模型的任何基數。力迫也是利用有窮方法（finitistic method）證明相對一致性的二種方法中的一種，另一個方法是布尔值模型。

## 對集合論的異議
一開始，有些數學家反對將集合論當做數學基礎，認為這只是一場含有「奇幻元素」的遊戲。對集合論最常見的反對意見來自數學結構主義者（像是利奥波德·克罗内克），他們認為數學多少都和計算有些關係的，但樸素集合論卻加入了非計算性的元素。
埃里特·比修普駁斥集合論是「上帝的數學，應該留給上帝」。而且，路德維希·維根斯坦特別對無限的操作有疑問，這也和策梅羅-弗蘭克爾集合論有關。維根斯坦對於數學基礎的觀點曾被保羅·貝奈斯所批評，且被克里斯平·賴特等人密切研究過。
拓撲斯理論曾被認為是傳統公理化集合論的另一種選擇。拓樸斯理論可以被用來解釋該集合論的各種替代方案，如數學結構主義、模糊集合論、有限集合論和可計算集合論等。

## 額外閱讀
- Herbert B. Enderton,  1nd, Academic Press, 1977, ISBN 978-0122384400 （英语）,集合論入門書。

## 外部連結
史丹佛哲學百科全書相關條目:
- 集合論 （页面存档备份，存于）（英文）
- 集合論的早期發展 （页面存档备份，存于）（英文）
- 策梅洛的公理化集合論 （页面存档备份，存于）（英文）

集合論 （页面存档备份，存于）（英文），網路哲學百科全書